# 南紀門
南紀門，是重慶西南的城門，是下半城的西端。瓮門面上游,西向。城門上橫書『南屏擁翠』四字。此門是一座重要的城門。
長江自西南方向流來抵重慶,首經此門。城外江邊向西發展，平坦寬闊，是木材業，屠宰業集中的地方，江邊木材堆放成片，一直上溯到黃沙溪。

## 歷史[1]
「南紀」二字，出自《詩·小雅·四月》：「滔滔江漢，南國之紀」。
川江號子有言：南紀門，菜籃子，湧進湧出。
南紀門為水陸兩通的門，出門向西沿江岸行，即與通遠門的出城大道同方向而行，出城大道在山脊行，此在山麓行，但也經過佛圖關南坡下，為佛圖關所控制。無論在佛圖關東或西均有小路相接。